# Llorenç I
Llorenç I (en grec antic: Λαυρέντιος), mort l'any 166, va ser bisbe de Bizanci durant onze anys i sis mesos, del 154 al 166, encara que en algunes llistes es donen altres dates que probablement són errònies. Va succeir al bisbe Euzois.
La seva autoritat la va exercir durant part dels mandats d'Antoní Pius i Marc Aureli. El seu successor va ser el bisbe Alipi de Bizanci.